# Serra Plana (Estaron)
La Serra Plana és una serra a cavall dels termes municipals de la Guingueta d'Àneu, dins de l'àmbit de l'antic terme d'Escaló, Llavorsí i Vall de Cardós, a l'antic terme de Ribera de Cardós, tots tres a la comarca del Pallars Sobirà.
En el seu extrem nord-occidental, on enllaça amb la Serra d'Aurati, assoleix els 1.972,3. S'estén de nord-oest a sud-est, i en el seu extrem sud-est arriba al Roc dels Malls. Separa la Vall de Cardós, al nord-est, de la de la Noguera Pallaresa, al sud-oest. Conté en el seu extrem nord-occidental Lo Calbo, i a la part central el Pui de la Missa. Separa les valls del Torrent de Berrós, al sud-oest, i del Riu de Cardedo, al nord-est.